# Azate
Azate (em armênio/arménio: ազատ; plural: azatkʿ (ազատք) ou azatani (ազատանի)) foi um classe da nobreza armênia. O termo originalmente foi empregado para designar a nobreza média e baixa, em contraste com os nacarares que foram os grandes senhores. Na Baixa Idade Média o termo e seus derivados foram usados para designar a nobreza como um todo. O termo está relacionado com o iraniano āzāt-ān, "livre" ou "nobre", que está listado como parte da classe mais baixa da nobreza livre na inscrição bilíngua de Hajiabade (persa médio e parta) do xá Sapor I (r. 226–241), e paralelo ao aznauri dos Estados georgianos.[carece de fontes?]
Os azates foram uma classe de proprietários de terra diretamente subordinados aos príncipes e ao rei, sendo eles donos de seus próprios demesne, e ao mesmo tempo uma classe de guerreiros nobres, como ordem equestre, cuja vassalagem às dinastias reinantes foi expressa, primeiro de tudo, no dever, que foi também um privilégio, de servir a cavalaria feudal de seus suseranos, bem como em outras obrigações. Parece plausível que eles se beneficiaram de certos direitos governamentais menores em suas próprias terras. Os azates tiveram sua participação nos principais eventos do país, tal como a eleição do católico de todos os armênios de acordo com Fausto, o Bizantino.[carece de fontes?] Durante a invasão de Sapor II (r. 309–379) do Reino da Armênia, a rainha Farranzém e seu filho, o futuro rei Papa, se esconderam com o tesouro armênio na fortaleza de Artogerassa que foi defendida por uma tropa de azatani.